# سندرم بارت
سندرم بارت (انگلیسی: Bart syndrome) یک اختلال ژنتیکی است که مشخصه‌اش، فقدان موضعی پوست، بیماری پروانه‌ای، ضایعات مخاطی دهان و ناخن‌های دیستروفیک است.
این بیماری، اتوزومال غالب است و ژن آن بر روی کروموزوم ۳ قرار دارد.